# Plegafulles gorjablanc
El plegafulles gorjablanc (Syndactyla roraimae) és una espècie d'ocell de la família dels furnàrids (Furnariidae).
Habita el sotabosc de la selva pluvial del Pantepui del sud-est de Veneçuela i l'adjacent nord del Brasil.